# المنبوذون (فلم)

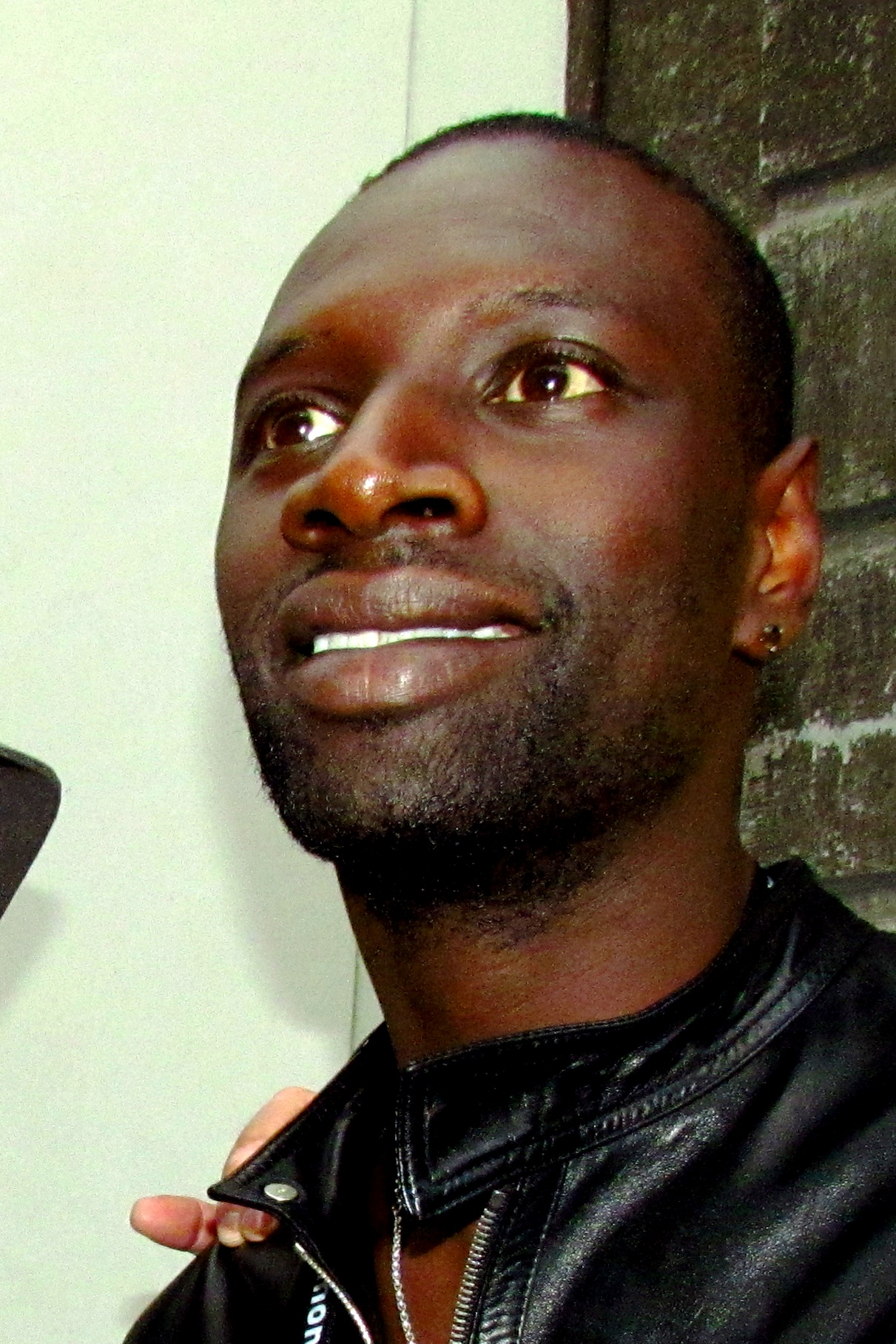
الممثل عمر سي

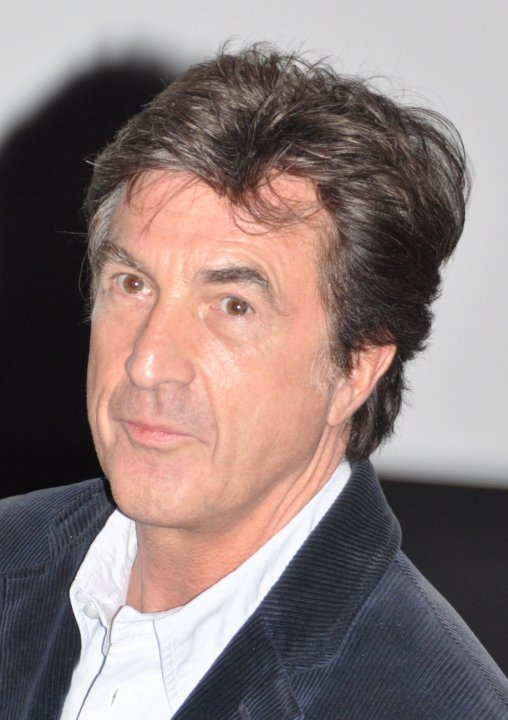
الممثل فرانسوا كلوزيه في عام 2010

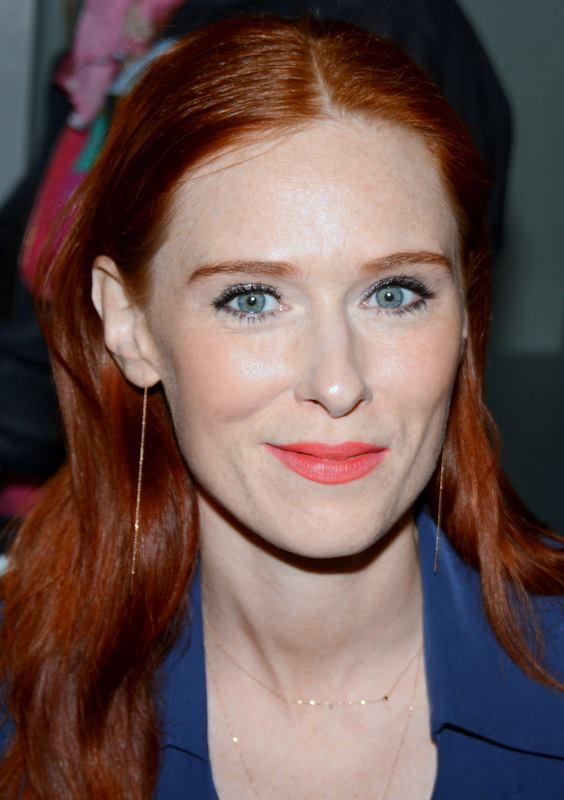
الممثلة أودري فلورت في عام 2014

المنبوذون باللغة الفرنسية (Intouchables) هو فيلم درامي كوميدي فرنسي بطولة الممثلين فرانسوا كلوزيه بدور فيليب وعمر سي بدور إدريس.
الفلم مبني على قصة حقيقية لفيليب الرجل الغني المشلول الذي يملك ثروة طائلة يقوم باستئجار إدريس الشخص الفقير الذي يعيش على إعانات الضمان الاجتماعي ليقوم برعايته والعناية به.
الفيلم للمخرجين إيريك توليدانو وأوليفير ناكاش، وقد تصدر قائمة الأفلام الفرنسية والأجنبية التي عرضت في قاعات السينما.
وقد بلغ عدد مشاهدي «المنبوذون» حتى منتصف 2012 في ألمانيا 8.6 ملايين مشاهد، وفي إسبانيا 2.48 مليون مشاهد، وفي إيطاليا 2.47 مليون مشاهد، بينما شاهده في كوريا الجنوبية نحو 1.7 مليون مشاهد.

## القصة
تدور أحداث الفيلم حول اثنين من الرجال يغير كلاً منهما حياة الآخر. رجل أرستقراطي أصيب بشلل رباعي نتيجة حادثة قفز بالمظلات، ويبحث عن مساعد له في حياته، إلى أن يأتي شاب صغير يدعى دريس يساعده على تغيير حياته بأكملها، معطيًا إياه الكثير من الأمل والحب والتفاؤل في حياته، فيبدأ بالنظر إلى حياته من منظور جديد ومختلف.

## التذاكر
واعتبارا من 25 نوفمبر 2011، بعد أربعة أسابيع، أصبح فيلم «المنبوذون» بالفعل الفيلم الأكثر مشاهدة في فرنسا في عام 2011.
وبعد ستة عشر أسبوعا، أكثر من 19 مليون شخص شاهدوا هذا الفيلم في فرنسا، وأصبح هذا الفيلم الأجنبي الثالث الأكثر مشاهدة من أي وقت مضى.[بحاجة لمصدر] في 10 يناير 2012، حقق «المنبوذون» رقما قياسيا.
اعتبارا من 20 مايو 2012، تميز الفيلم جيدا في العديد من البلدان الأوروبية الأخرى، حيث تصدر المعروضات في ألمانيا لمدة تسعة أسابيع متتالية، سويسرا لمدة أحد عشر أسبوعا، النمسا لمدة ستة أسابيع، بولندا لمدة ثلاثة أسابيع، وإيطاليا وإسبانيا وبلجيكا لمدة أسبوع.
أصبح فيلم «المنبوذون» في 20 مارس 2012، الأعلى إيرادات في فئة لغة أجنبية غير اللغة الإنجليزية ب 281 مليون دولار. حطم الرقم القياسي السابق المسجل باسم الفيلم الياباني المخطوفة (274.9 مليون دولار).
هذا اللون       يُبرز البلدان، حيث فيلم المنبوذون لم يعد يُعرض في الصالات.
| الترتيب | الدولة                        | تذاكر مُباعة  |
| ------- | ----------------------------- | ------------ |
| 1       | فرنسا                         | 19٬440٬920   |
| 2       | ألمانيا                       | 9٬121٬183    |
| 3       | إيطاليا                       | 2٬425٬359    |
| 4       | إسبانيا                       | 2٬347٬438    |
| 5       | كوريا الجنوبية                | 1٬718٬097    |
| 6       | سويسرا                        | 1٬359٬615    |
| 7       | بلجيكا                        | 961٬820      |
| 8       | النمسا                        | 713٬439      |
| 9       | هولندا                        | 549٬345      |
| 10      | بولندا                        | 515٬584      |
| 11      | إسرائيل                       | 300٬000      |
| 12      | كندا                          | 254٬435      |
| 13      | البرتغال                      | 197٬411      |
| 14      | روسيا (رابطة الدول المستقلة)  | 175٬475      |
| 15      | اليونان                       | 110٬933      |
| 16      | تايوان                        | 100٬000      |
| 17      | المجر (Budapest)              | 73٬574       |
| 18      | تركيا                         | 42٬654       |
| 19      | كرواتيا                       | 41٬261       |
| 20      | رومانيا                       | 23٬163       |
| 21      | USA                           | 18٬500       |
| 22      | لبنان                         | 18٬000       |
| 23      | أوكرانيا                      | 12٬000       |
| 24      | بلغاريا                       | 6٬357        |
| 25      | سلوفينيا                      | 4٬569        |
| 26      | ليتوانيا                      | 586          |
| 27      | التشيك                        | 293          |
| 28      | لوكسمبورغ                     | ?            |
| 29      | إستونيا                       | ?            |
| 30      | صربيا                         | ?            |
|         |                               |              |
|         | المجموع خارج فرنسا            | 20٬599٬849   |
|         | المجموع خارج الولايات المتحدة | 39٬967٬089   |
|         | Europe                        | 355٬945٬552  |
|         | المجموع عبر العالم            | 52٬299٬566   |
|         |                               |              |
|         | الإيرادات عبر العالم          | $444٬700٬000 |

أفضل 10 تفوقات حسب اللغة (حتى 27 مايو 2012):
1. الفرنسية: 19385740 (فرنسا) + 961820 (بلجيكا الفرنكوفونية) + 514894 (سويسرا الفرنكوفونية) + 254435 (كيبيك) = 21116889 التذاكر المباعة.
2. الألمانية: 8255589 (ألمانيا) + 815263 (سويسرا، الجزء الناطق بالألمانية) + 713439 (النمسا) = 9784291 التذاكر المباعة.
3. الإيطالية: 2425359 (إيطاليا) + 29458 (سويسرا، الجزء الناطق بالإيطالية) = 2454817 التذاكر المباعة.
4. الإسبانية: 2347438 (إسبانيا) = 2347438 التذاكر المباعة.
5. الكورية: 1718276 (كوريا الجنوبية) = 1718276 التذاكر المباعة.
6. الهولندية: 549345 (هولندا) +؟ (بلجيكا الجزء الناطق بالهولندية) = 549345 التذاكر المباعة.
7. البولندية: 515584 (بولندا) = 515584 التذاكر المباعة.
8. العبرية: 300,000 (إسرائيل) = 300,000 التذاكر المباعة.
9. البرتغالية: 197411 (البرتغال) = 197411 التذاكر المباعة.
10. الروسية: 175475 (روسيا) = 175475 التذاكر المباعة.

### النجاح الدولي
- ب 20 مليون تذكرة بيعت خارج فرنسا حتى 20 مايو 2012، الفيلم، في الوقت الراهن، هو ثاني فيلم فرنسي الأكثر نجاحا صُوّر فب فرنسا منذ 1994 وراء أميلي وبلغ تعدادهم 23 مليون التذاكر المباعة.[63]
- في ألمانيا، هو الفيلم الذي صُوّر في فرنسا الأكثر نجاحا على الأقل منذ عام 1968.[64]
- في إيطاليا، هو الفيلم الذي صُوّر في فرنسا الأكثر نجاحا على الأقل منذ عام 1997.
- في إسبانيا، هو ثاني فيلم الذي صُوّر في فرنسا الأكثر نجاحا على الأقل منذ عام 1994. بعد أستريكس وأوبليكس ضذ القيصر (3.7 مليون زائر) released in 1999.
- في كوريا الجنوبية، هو الفيلم الذي صُوّر في فرنسا الأكثر نجاحا على الأقل منذ عام 1994.
- في سويسرا، هو الفيلم الأكثر نجاحا من الذين صُوروا في فرنسا والثاني الأكثر نجاحا من أي جنسية أجنبية خلف تايتانيك، على الأقل منذ عام 1995.[65]
- في بلجيكا، هو ثاني فيلم الفرنسي الأكثر نجاحا صُوّر في أي لغة منذ عام 1996 على الأقل وراء مرحبا عند الشيتيويين (1148179 مشاهد).
- في النمسا، هو الفيلم الذي صُوّر في فرنسا الأكثر نجاحا على الأقل منذ عام 1994
- في هولندة، هو الفيلم الذي صُوّر في فرنسا الأكثر نجاحا على الأقل منذ عام 1994[66]
- في إسرائيل، هو الفيلم الذي صُوّر في فرنسا الأكثر نجاحا على الأقل منذ عام.

## روابط خارجية
- مقالات تستعمل روابط فنية بلا صلة مع ويكي بيانات